# Пожарская волость
Пожа́рская во́лость — историческая административно-территориальная единица Сергачского уезда Нижегородской губернии Российской империи и РСФСР.
Единственный населенный пункт — село Пожарки.

## История
Образована в ходе крестьянской реформы 1860-х годов из сельского общества бывшего помещичьего села Пожарки. Входила в состав 1-го полицейского стана и 2-го земского участка Сергачского уезда.
После Октябрьской революции в селе Пожарки был образован сельский совет.
Ликвидирована в 1923 году, Пожарский сельсовет включен в состав Сергачской волости .